# Cristián Montes
Cristián Montes Lahaye (1965) es un ingeniero comercial chileno vinculado al grupo Luksic.
Estudió en The Grange School de la capital, desde donde egresó en el año 1982. En esa entidad sería compañero de la después ministra de Minería y Energía de Michelle Bachelet, Karen Poniachik. Posteriormente ingresó a la carrera de ingeniería comercial en la Pontificia Universidad Católica.
Ejerció como gerente general de la cadena local de bricolaje Construmart y luego el mismo cargo en la distribuidora de insumos agrícolas Coagra.
Asumió la gerencia general de Madeco, previo paso por la gerencia de finanzas corporativa, a fines de 2008, tras sellarse la venta de todos sus activos de cables a la gigante francesa Nexans, operación que llevó adelante Tiberio Dall'Olio.
En 2013, tras la división de la empresa, pasó a ocupar la gerencia general de Invexans, desde donde le tocó gestionar la participación del grupo en la europea. En 2014 dejó esa responsabilidad, quedando como asesor del directorio.